# El Mirador, San Pedro Tlaquepaque
El Mirador är en ort i Mexiko.   Den ligger i kommunen San Pedro Tlaquepaque och delstaten Jalisco, i den centrala delen av landet, 400 km väster om huvudstaden Mexico City. El Mirador ligger 1 573 meter över havet och antalet invånare är 960.
Terrängen runt El Mirador är huvudsakligen platt, men västerut är den kuperad. Runt El Mirador är det mycket tätbefolkat, med 2 345 invånare per kvadratkilometer. Närmaste större samhälle är Guadalajara, 15,9 km nordväst om El Mirador. Trakten runt El Mirador består till största delen av jordbruksmark.